# آمونیوم هگزاکلروپلاتینات
آمونیوم هگزاکلروپلاتینات (به انگلیسی: Ammonium hexachloroplatinate) با فرمول شیمیایی [NH۴]۲[PtCl۶] یک ترکیب شیمیایی است. که جرم مولی آن ۴۴۳٫۸۷ g/mol می‌باشد. 